# Weisz Frigyes (kertész)
Weisz Frigyes (Pest, 1849 – Budapest, 1908. június 6.) kertész, parképítő.

## Életpályája
Pályája kezdetén Bécsben dolgozott, előbb Bécs város kertészetében, majd a Hofburgban. 1881-ben tért vissza Magyarországra, ahol a fővárosi kertészet szolgálatába lépett. Rövidesen a Városligetbe került, ahol 1892-ig dolgozott. 1892-től a budai közkertek kialakításával és fenntartásának irányításával bízták meg. 

## Főbb munkái
Részt vett Városliget, majd a budai Döbrentei tér, a Pálffy tér, a Várhegy, Statisztika-kert, Marczibányi tér, Gellért tér stb. parkosításában. 